# Lukáš Daňhel
Lukáš Daňhel (* 1988 Brno) je český divadelní herec. Od osmi let hraje divadlo. Působil ve Studiu Dům v Brně.
Studoval na Konzervatoři Brno a v roce 2014 absolvoval činoherní herectví na Divadelní fakultě Janáčkovy akademie múzických umění v Brně.
Dlouhá léta byl stálým členem souboru Divadla Polárka v Brně a jako hostující herec se často objevoval na scéně Národního divadla v Brně a také Divadla Husa Na Provázku. Na prknech brněnské Reduty se nejčastěji objevil při spolupráci s režisérem Janem Kačenou. Po ukončení angažmá v Divadle Polárka několik let spolupracoval také s divadlem Feste. Jeho kariéru už od dob studií protíná častá spolupráce s brněnským studiem České televize. Svůj hlas Daňhel propůjčil několika postavám v pokračování jedné z nejslavnějších počítačových her Kingdom come.

## Soupis divadelních představení a rolí

### Divadlo Polárka
- Petr Pan (Míša)
- Robinson Crusoe (lidojed, Jim)
- Dlouhý, Široký a Bystrozraký (Černokněžník)
- Peskvil (Petr Alexandrovič)
- Moravský Budulínek (Fracek)
- Pět báječných strýčků (dědeček)
- Kdo zachrání Izabelu (Harlekýno)
- Bratři Lví Srdce

(Karel)
- Spalovač mrtvol

(Karel Kopfrkingl)
- Vnitřní nepřítel

(George)

### Národní divadlo Brno
- Figarova svatba (Paco)
- Manon Lescaut (Duvalův syn)
- Strakonický dudák
- Královna Margot
- Tajemství pralesa

### Národní divadlo Brno (Reduta)
- Jak dostat maminku do polepšovny

- Pohádka o malém Mozartovi a velkém drakovi
- Pinocchio
- Růže pro Markétu
- Kostěj Nesmrtelný

### Studio Marta
- Domov dobrovolného otroctví
- Balkon
- Princ Homburský
- Mrzák inishmaanský
- Povodeň

### Televize, film
- Taťka (ČT)
- Šťáva (ČT)
- Četnické humoresky (ČT)